# 张承业 (五代)
张承业（846年—922年），原姓康，字继元，同州（今陕西省大荔县，蒲城县东南）人，唐代末年与五代政治人物。唐僖宗时是朝廷宦官，在昭宗时被派遣到渭北，任河东监军，执法严明，得晋王李克用器重。唐亡后任职于晋。李克用病故后，張承业受启命，辅助幼主李存勗，李存勗將他当做兄长对待。晋与梁战鬥十余年，後勤軍政均交任张承业。其仕途以忠心、正直著稱。

## 生平

### 早年
張承業原姓康，自幼淨身入宮，被內常侍張泰收為養子，因此改姓為張。光啓年間主持郃陽軍事，獲賜紫衣，後升任內供奉。

### 輔佐李克用
乾寧二年（895年），張承業因多次出使渭北，受晉王李克用喜愛，而後被任命為監軍，隨河東軍征討邠寧節度使王行瑜。他在戰爭結束後，被改任為酒坊使。
乾寧三年，鳳翔節度使李茂貞攻打長安，唐昭宗欲到太原避難。因張承業與李克用交好，被昭宗任命為河東監軍，前往太原安排迎駕事宜。但唐昭宗最終卻逃往華州投靠韓建，並未前往太原，張承業又被加為左監門衛將軍。
天復三年（903年），宰相崔胤大肆誅殺宦官，又命各鎮節度使誅殺當地監軍宦官。但李克用不忍殺死張承業，將其藏在斛律寺中，並殺死一個罪囚，以應對朝廷詔令。
後梁開平元年（907年），朱温篡唐稱帝，定都汴州。李克用仍沿用唐朝年號天祐，以復興唐朝為名與後梁相對抗，並重新任命張承業為河東監軍。從此，因為李克用對李唐的忠心，張承業對李克用竭力效忠。

### 輔佐李存勗
天祐五年（908年），李克用病逝，託孤張承業與弟弟李克寧、大將李存璋、吳珙輔輔佐其子李存勖，對張承業等人道：“此子志氣遠大，一定能接替我的遺志，你們好好教導他。我把亞子（李存勖小名）託付給你們了。”當時，因為少主年幼，李克寧又久長兵權，朝野及李存勖皆有意讓李克寧接位；文武官欲謁見李存勖，但他仍哀哭不止，張承業勸道：“不使祖宗基業淪亡，便是大孝，多哭又有何用？”他將李存勖扶到大殿接見將吏，讓存勖襲其父位，任河東節度使、晉王。
同年四月，李存勖聽從張承業的建議，親自率軍救援潞州，並在夾城擊敗梁軍。他非常感激張承業，稱其為七哥，常到張承業的家中探視，還升堂拜母，結為通家之好。當時，李存勖承製任命官員，欲給張承業加官進爵。但張承業卻推辭不受，堅持自己是唐朝的河東監軍使，表明自己是為唐朝盡忠。
李存勗大业的成就，大多是张承业蓄积銀錢、糧食，徵召士兵、馬匹，督促耕種、紡織的功劳。李存勗曾向他要官府的公費來玩樂，承业不理會，存勗取劍追殺他，而後李存勗的母親曹夫人得知，將存勗鞭打了一頓。第二天早上，曹夫人帶著存勗親自到承业家中謝罪。
921年，李存勖因諸將勸進，欲登基稱帝。當時，張承業卧病在床，聽聞後命人將他從晉陽抬到魏州，勸諫道：“大王父子與梁賊血戰三十年，是要為國家報仇，恢復唐室社稷。如今梁賊未滅，大王便要稱帝，恐怕會令天下人失望。大王應先誅除梁賊，為先帝報仇，然後冊立唐室後人。唐室後人若在，誰敢承擔？唐室若無後人，天下誰能與大王相爭？臣只是唐室一老奴，希望能在成功後退隱田裏。到時由百官送出洛陽東門，路人能指着臣感嘆一句‘這是本朝敕使、先王監軍’，便是臣無上之榮。”李存勖不聽。張承業自知難以勸阻，仰天大哭道：“諸侯們浴血奮戰，本為恢復唐朝，現在大王卻自取帝位，欺騙老奴啊。”他返回晉陽，從此一病不起，死于晋阳。谥正宪。